# Oxaflozane
Oxaflozane (INN) (tên thương hiệu Conflictan) là một thuốc chống trầm cảm và lo âu ma túy đã được giới thiệu bởi Solvay S.A. ở Pháp vào năm 1982 để điều trị trầm cảm nhưng từ đó đã được ngưng. Đây là một tiền chất của flumexadol (N -dealkyloxaflozane; 2- (3-trifluoromethylphenyl) morpholine; CERM-1841 hoặc 1841-CERM), được báo cáo là hoạt động như một chất chủ vận của các thụ thể serotonin 5-HT1A (pK i = 7.1) và 5-HT2C (pK i = 7.5) và, ở mức độ thấp hơn nhiều, của thụ thể 5-HT2A (pK i = 6.0). Ngoài các đặc tính serotonergic của nó, oxaflozane cũng có thể tạo ra tác dụng phụ chống cholinergic ở liều cao, cụ thể là quá liều.